# Passiflora mollissima
Passiflora mollissima är en passionsblomsväxtart som först beskrevs av Carl Sigismund Kunth, och fick sitt nu gällande namn av Jacob Whitman Bailey. Passiflora mollissima ingår i släktet passionsblommor, och familjen passionsblomsväxter. Inga underarter finns listade i Catalogue of Life.

## Bildgalleri

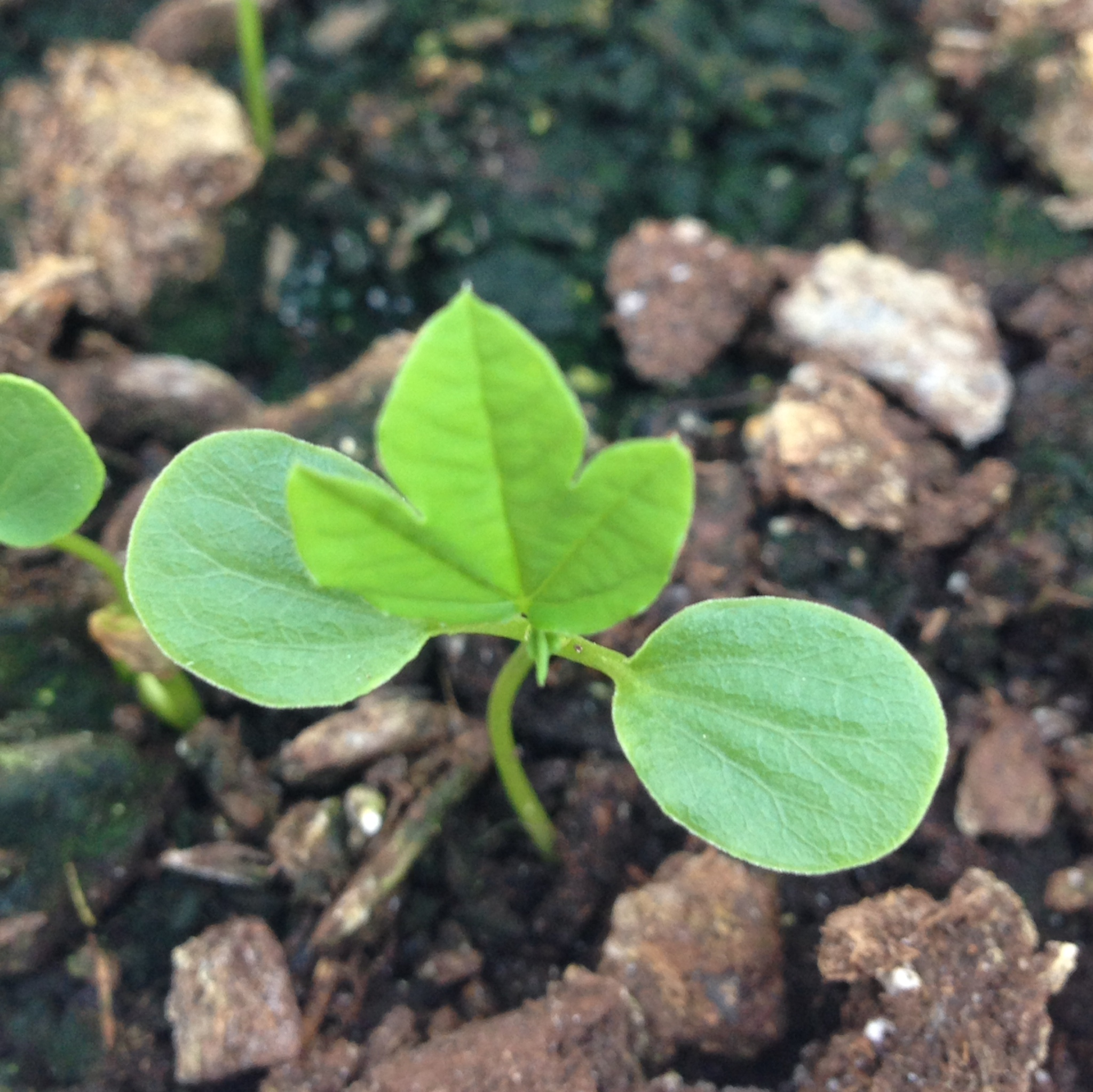
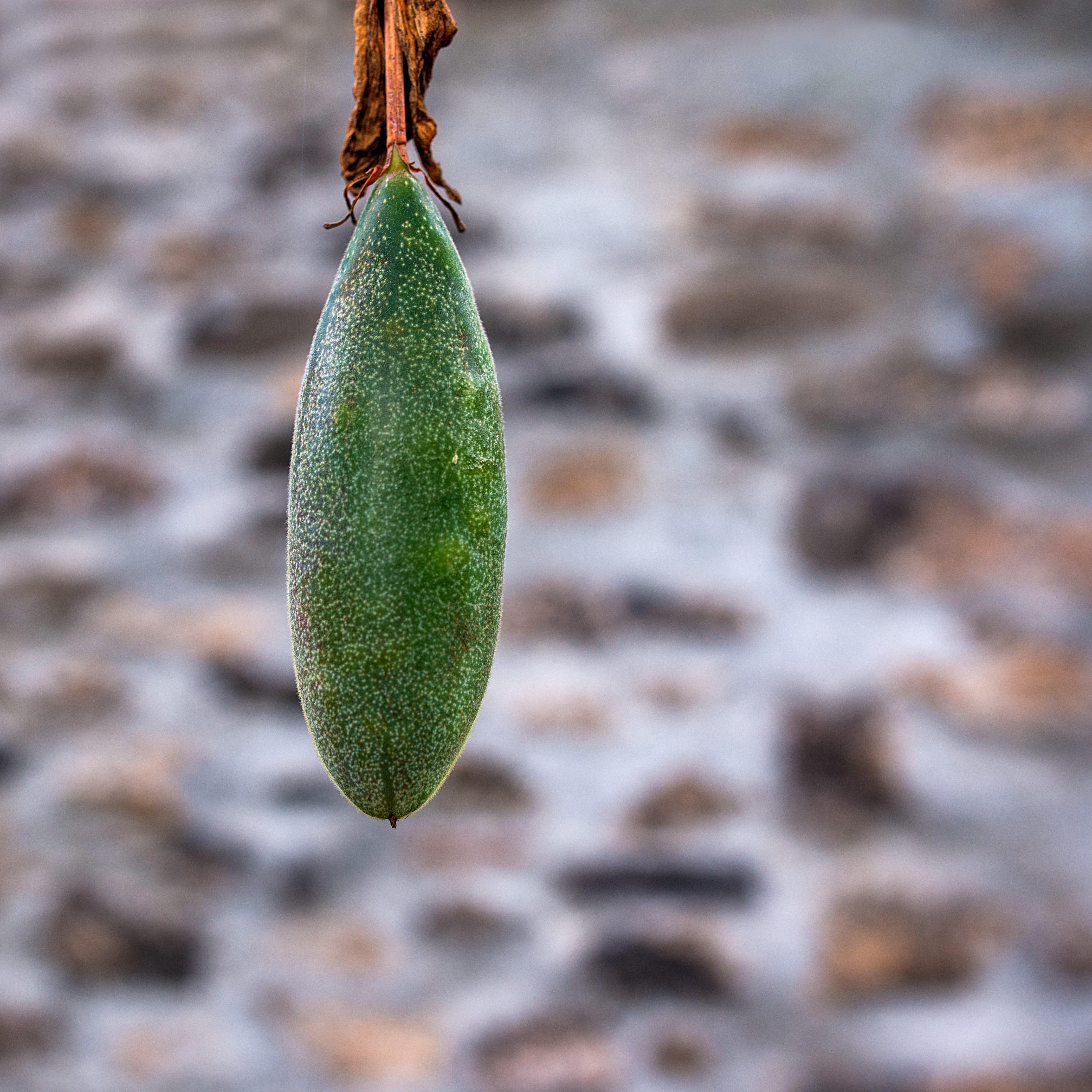